# Europese PGA Tour 1989
De Europese PGA Tour 1989 was het achttiende seizoen van de Europese PGA Tour en bestond uit 36 toernooien.
Dit seizoen stond er vijf nieuwe toernooien op de kalender: het Open de Baleares, het Barcelona Open, het AGF Biarritz Open, het Engels Open en de Volvo Masters. Het Marokkaans Open en de Lawrence Batley International verdwenen van de kalender.
Voor Nederland was dit een bijzonder jaar want eindelijk was er weer een Nederlandse speler op de Tour: Chris van der Velde. Hij moest in Nederland nog bekendheid krijgen want hij was in de Verenigde Staten opgegroeid. Een andere rookie was Jean van de Velde, hetgeen in het begin tot enige verwarring leidde. Andere rookie was Vijay Singh, die zijn vrouw als caddie bij zich had en op 2 april het eerste Volvo Open op Sardinië won. Ook nieuw was Paul Broadhurst, die twee weken later het Cannes Open won.
Er waren tien spelers die hun eerste overwinning boekten. Gordon J. Brand won het Volvo Belgian Open, het bleef zijn enige Tour-overwinning. Hij behaalde meer succes op de Europese Senior Tour. Colin Montgomerie won het Portugees Open maar zou later nog 30 overwinningen behalen.
Ronan Rafferty behaalde dit seizoen zijn eerste drie overwinningen en won de Order of Merit.

## Kalender
| Data  | Data  | Toernooi                           | Baan                          | Land        | Winnaar              | Score | Score | Info           |
| ----- | ----- | ---------------------------------- | ----------------------------- | ----------- | -------------------- | ----- | ----- | -------------- |
| 23-02 | 26-02 | Tenerife Open                      | Golf del Sur                  | Spanje      | José María Olazabal  | 275   | -13   | nieuw toernooi |
| 02-03 | 05-03 | Karl Litten Desert Classic         | Emirates Golf Club            | UAE         | Mark James           | 277   | -11   | nieuw toernooi |
| 09-03 | 13-03 | Open Renault de Baleares           | Santa Ponsa Golf              | Spanje      | Ove Sellberg         | 279   | -9    |                |
| 16-03 | 19-03 | Massimo Dutti Catalan Open         | Golf Platja de Pals           | Spanje      | Mark Roe             | 279   | -13   | nieuw toernooi |
| 24-03 | 27-03 | AGF Open                           | Golf de la Grande Motte       | Frankrijk   | Mark James           | 277   | -11   |                |
| 30-03 | 02-04 | Volvo Open Championship            | GC Is Molas, Sardinië         | Italië      | Vijay Singh          | 276   | -12   | nieuw toernooi |
| 06-04 | 09-04 | Jersey European Airways Open       | La Moye Golf Club             | Jersey      | Christy O'Connor jr. | 281   | -3    |                |
| 13-04 | 16-04 | Credit Lyonnais Cannes Open        | Golf de Cannes-Mougins        | Frankrijk   | Paul Broadhurst      | 207   |       | 3 speelrondes  |
| 19-04 | 23-04 | Cepsa Madrid Open                  | Puerta de Hierro              | Spanje      | Seve Ballesteros     | 272   | -16   |                |
| 27-04 | 30-04 | Peugeot Spanish Open               | El Saler Campo de Golf        | Spanje      | Bernhard Langer      | 281   | -7    |                |
| 04-05 | 07-05 | Epson Grand Prix of Europe         | St Pierre G&CC                | Wales       | Seve Ballesteros     |       |       |                |
| 11-05 | 14-5  | Volvo Belgian Open                 | Royal Waterloo Golf Club      | België      | Gordon J. Brand      | 273   | -11   |                |
| 18-05 | 21-05 | Lancia Italian Open                | Monticello Golf Club          | Italië      | Ronan Rafferty       | 273   | -15   |                |
| 27-05 | 30-05 | Volvo PGA Championship             | The Wentworth Club            | Engeland    | Nick Faldo           | 272   | -16   |                |
| 01-06 | 04-06 | Dunhill British Masters            | Woburn Golf Club              | Engeland    | Nick Faldo           | 267   | -21   |                |
| 08-06 | 11-06 | Wang Four Stars                    | Moor Park                     | Engeland    | Craig Parry          | 273   | -15   |                |
| 15-06 | 18-06 | NM English Open                    | The Belfry Golf Club          | Engeland    | Mark James           | 279   | -9    |                |
| 22-06 | 25-6  | Carroll's Irish Open               | Portmarnock, Dublin           | Ierland     | Ian Woosnam          | 278   | -10   |                |
| 29-06 | 02-07 | Peugeot Open de France             | Golf de Chantilly             | Frankrijk   | Nick Faldo           | 273   | -7    |                |
| 05-07 | 08-07 | Torras Monte Carlo Open            | Mont Angel Golf Club          | Monaco      | Mark McNulty         | 261   | -15   |                |
| 12-07 | 15-07 | Bell's Scottish Open               | Gleneagles King's Course      | Schotland   | Michael Allen        | 272   | -8    |                |
| 20-07 | 23-07 | The Open Championship              | Royal Troon Golf Club         | Schotland   | Mark Calcavecchia    | 275   | -13   |                |
| 27-07 | 30-07 | KLM Dutch Open                     | Kennemer Golf & Country Club  | Nederland   | José María Olazabal  | 277   | -11   |                |
| 03-08 | 06-08 | Scandinavian Enterprise Open       | Drottningholm Golf Club       | Zweden      | Ronan Rafferty       | 268   | -20   |                |
| 10-08 | 13-08 | Benson & Hedges International Open | Fulford Golf Club             | Engeland    | Gordon Brand Jr.     | 272   | -12   |                |
| 16-08 | 19-08 | Murphy's Cup (stableford)          | St Pierre G&CC                | Wales       | Hugh Baiocchi        | 156   | 156   | nieuw toernooi |
| 17-08 | 20-08 | PLM Open                           | Bokskogens, Lohja             | Zweden      | Mike Harwood         | 271   | -13   |                |
| 24-08 | 27-08 | German Open                        | Frankfurt Golf Club           | Duitsland   | Craig Parry          | 266   | -18   |                |
| 31-08 | 03-09 | Ebel Swiss Open                    | Golf Club Crans-sur-Sierre    | Zwitserland | Seve Ballesteros     | 266   | -14   |                |
| 07-09 | 10-09 | Panasonic European Open            | Walton Heath Golf Club        | Engeland    | Andrew Murray        | 277   | -11   |                |
| 14-09 | 17-09 | Trophée Lancôme                    | Golf de Saint-Nom-la-Bretèche | Frankrijk   | Eduardo Romero       | 266   | -22   |                |
| 05-10 | 08-10 | German Masters                     | Stuttgart Golf Club           | Duitsland   | Bernhard Langer      | 276   | -12   |                |
| 12-10 | 15-10 | BMW International Open             | Golfclub München Eichenried   | Duitsland   | David Feherty        | 269   | ?     | nieuw toernooi |
| 12-10 | 15-10 | Suntory World Match Play           | The Wentworth Club            | Engeland    | Nick Faldo           |       |       |                |
| 19-10 | 22-10 | Portuguese Open TPC                | Quinto do Lago                | Portugal    | Colin Montgomerie    | 264   | -24   |                |
| 26-10 | 29-10 | Volvo Masters                      | VAlderrama                    | Spanje      | Ronan Rafferty       | 282   | -6    |                |

## Order of Merit
De Volvo Order of Merit was gebaseerd op het verdiende prijzengeld. Alles werd berekend in Engelse ponden.
| Rang | Speler              | Prijzengeld(£) |
| ---- | ------------------- | -------------- |
| 1    | Ronan Rafferty      | 400.311        |
| 2    | José María Olazabal | 336.239        |
| 3    | Craig Parry         | 277.322        |
| 4    | Nick Faldo          | 261.553        |
| 5    | Mark James          | 245.917        |
| 6    | Ian Woosnam         | 210.101        |
| 7    | Bernhard Langer     | 205.195        |
| 8    | Seve Ballesteros    | 202.763        |
| 9    | Mark McNulty        | 179.694        |
| 10   | David Feherty       | 178.167        |

1972 ·
1973 ·
1974 ·
1975 ·
1976 ·
1977 ·
1978 ·
1979 ·
1980 ·
1981 ·
1982 ·
1983 ·
1984 ·
1985 ·
1986 ·
1987 ·
1988 ·
1989 ·
1990 ·
1991 ·
1992 ·
1993 ·
1994 ·
1995 ·
1996 ·
1997 ·
1998 ·
1999 ·
2000 ·
2001 ·
2002 ·
2003 ·
2004 ·
2005 ·
2006 ·
2007 ·
2008 ·
2009 ·
2010 ·
2011 ·
2012 ·
2013 ·
2014 ·
2015 ·
2016